# Chronologie du Gabon

## Préhistoire, protohistoire
- −400 000 ans : des pierres taillées retrouvées près d'Otoumbi, au centre du pays, attestent d'un peuplement dès cette époque.

- −12 000 ans : des haches et des têtes de flèches en pierre datant de cette époque sont retrouvées dans la province du Moyen-Ogooué et dans le sud du pays.

- −8 000 ans : des dessins gravés sur roche, datant de cette époque, sont retrouvés près du Cap Lopez.

- −5 000 ans : Les premiers pygmées peuplent le territoire de l'actuel Gabon.

- Âge du fer : métallurgie du fer au Gabon, attestée par des traces retrouvées dans plusieurs sites.

- XIe siècle : migrations bantoues, venues du nord. Petit à petit les bantous supplantent numériquement les pygmées.

## Avant la colonisation
- 1472 : des marins portugais sont les premiers Européens à entrer dans l'estuaire du Komo.

- 1480 : le navigateur portugais Fernan Vaz explore la lagune qui porte aujourd'hui son nom, au sud du delta de l'Ogooué.

- 1600 : les Hollandais construisent un fortin dans l'île de Corisco qui sera détruit peu après par les Mpongwè.

- 1609 : naufrage du Mauritius, navire de la Compagnie néerlandaise des Indes orientales au large du Cap Lopez.

- 1698 : des marins hollandais détruisent plusieurs villages mpongwés de l'Estuaire du Gabon.

- 1722 : le capitaine pirate Bartholomew Roberts est tué par la marine anglaise au large du Cap Lopez.

## L'époque coloniale

### XIXesiècle
- 1839 : le chef mpongwe Denis Rapontchombo autorise les Français à s'installer sur la rive gauche de l'estuaire du Komo.

- 1841 : le « roi » Louis Dowe autorise à son tour les Français à s'installer sur la rive droite de l'Estuaire.

- 1843 : construction du Fort-d'Aumale, premier établissement français permanent sur l'estuaire du Komo.

- 1849 : Édouard Bouët-Willaumez fonde Libreville où il installe des esclaves libérés d'un navire négrier.

- 1862 : traité instituant la souveraineté française sur le Cap Lopez.

- 1873 : Alfred Marche et le marquis Victor de Compiègne tentent de remonter le cours de l'Ogooué.

- 1875-1878 : première expédition de Pierre Savorgnan de Brazza dans le bassin de l'Ogooué.

- 1886 : le Gabon devient une colonie française.

- 1889 : la société Woermann exporte la première bille d'okoumé à destination de Hambourg.

- 1896 : les Awandjis prennent le poste de Lastoursville et tuent l'administrateur français.

- 1898 : des compagnies concessionnaires se voient attribuer de vastes territoires qu'elles mettent en coupe réglée.

- 1899 : André Raponda-Walker est le premier Gabonais ordonné prêtre.

- 1900 : fixation de la frontière entre le Gabon et la Guinée espagnole.

- 1900 : mort en captivité, au Gabon, de Samory Touré.

### XXesiècle
- 1903-1908 : révolte des Mitsogo contre l'implantation française dans la Ngounié.

- 1908 : pacification du Haut-Ivindo par le capitaine Fabiani qui fonde le poste de Makokou.

- 1911 : la France cède le Woleu-Ntem à l'Allemagne qui le rattache au Cameroun.

- 1911 : reddition du chef des Bakaya, Mavurulu, après plusieurs années de guérilla.

- 1913 : Albert Schweitzer fonde un hôpital à Lambaréné.

- 1913 : le chef mitsogo Mbombé meurt en prison à Mouila.

- 1914-1915 : combats dans le Woleu-Ntem entre tirailleurs sénégalais et troupes allemandes du Cameroun.

- 1922 : l'administrateur Montespan signe un traité de paix avec le chef Wongo, mettant fin ainsi provisoirement à la guérilla des Awandjis.

- 1925 : le Haut-Ogooué est rattaché au Moyen-Congo.

- 1929 : la reddition du chef Wongo met fin au soulèvement des Awandjis de l'Ogooué-Lolo.

- 1933 : Léon Mba est exilé en Oubangui-Chari.

- 1940 : la colonie du Gabon se rallie à la France libre après quelques combats entre Vichystes et Gaullistes.

- 1946 : Jean-Hilaire Aubame, fondateur de l'Union Démocratique et Sociale du Gabon, est le premier député gabonais à l'Assemblée nationale française.

- 1946 : le Haut-Ogooué est rattaché définitivement au Gabon.

- 1956 : Léon Mba est élu maire de Libreville.

- 1956 : forage du premier puits de pétrole, à Ozouri, par la Société des Pétroles d'Afrique Équatoriale, future Elf-Gabon.

- 1958 : Le Gabon devient un État autonome dans le cadre de la Communauté française.

## Depuis l'indépendance

### Années 1960
- 1960 : la République du Gabon devient un État indépendant.

- 1961 : Léon Mba est élu président de la République.

- 1962 : la COMILOG (Compagnie Minière de l'Ogooué) commence l'exploitation du manganèse.

- 1964 : échec d'une tentative de coup d'État militaire contre Léon Mba grâce à l'intervention de militaires français.

- 1967 : mort de Léon Mba. Albert-Bernard Bongo lui succède comme président de la République.

- 1968 : le président Bongo instaure un régime de parti unique.

### Années 1970
- 1970 : ouverture des premiers bâtiments de l'université de Libreville.

- 1971 : assassinat à Libreville de l'opposant Germain Mba par deux mercenaires.

- 1973 : Albert-Bernard Bongo se convertit à l'Islam et devient Omar Bongo.

- 1975 : le Gabon devient membre de l'OPEP.

- 1976 : construction du stade omnisports de Libreville qui accueille les premiers Jeux de l'Afrique Centrale.

- 1977 : assassinat du poète gabonais Ndouna Dépénaud.

- 1977 : Omar Bongo lance une série de grands travaux à Libreville.

- 1977 : création de la compagnie nationale Air Gabon.

- 1977 : sommet de l'Organisation de l'unité africaine (OUA) à Libreville.

- 1978 : le gouvernement gabonais fait expulser des milliers de ressortissants béninois.

### Années 1980
- 1981 : fondation du MORENA (MOuvement de REdressement NAtional), parti d'opposition illégal.

- 1981 : le Gabon expulse plusieurs milliers de ressortissants camerounais.

- 1981 : Omar Bongo est reçu par Ronald Reagan à Washington.

- 1982 : voyage officiel du pape Jean-Paul II au Gabon.

- 1983 : François Mitterrand, président de la République française, en voyage officiel au Gabon.

- 1983 : création, à Libreville, du CICIBA (Centre International des CIvilisations BAntoues).

- 1985 : exécution capitale du capitaine Alexandre Mandja Ngokouta à Libreville.

- 1986 : inauguration de la ligne de chemin de fer Libreville-Franceville (le Transgabonais).

### Années 1990
- 1990 : après une période d'agitation politique, rétablissement du multipartisme.

- 1990 : intervention militaire française à Port-Gentil et à Libreville pour évacuer des ressortissants étrangers (opération Requin).

- 1993 : élection présidentielle, Omar Bongo l'emporte sur le père Paul Mba Abessole.

- 1994 : la dévaluation du franc CFA entraîne un renchérissement des produits d'importation et une baisse du pouvoir d'achat des Gabonais.

- 1994 : le Gabon quitte l'OPEP.

- 1995 : la police gabonaise expulse des milliers d'étrangers "sans-papiers".

- 1996 : le père Paul Mba Abessole est élu maire de Libreville.

- 1996 : une épidémie de maladie à virus Ebola tue plusieurs dizaines de personnes dans l'Ogooué-Ivindo (village de Mayibout).

- 1997 : Omar Bongo soutient le retour au pouvoir de Denis Sassou-Nguesso au Congo-Brazzaville.

- 1998 : réélection d'Omar Bongo à la présidence de la République.

### XXIesiècle

#### Années 2000
- 2001 : Omar Bongo, Denis Sassou-Nguesso et Idriss Déby perdent le procès qu'ils ont intenté devant la justice française contre l'écrivain François-Xavier Verschave pour "offense à chef d'État étranger".

- 2002 : Création des 13 parcs nationaux

- 2002 : Paul Mba Abessole devient ministre chargé des droits de l'homme du président Bongo.

- 2005 : nouveau succès électoral sans surprise d'Omar Bongo à la présidentielle.

- 2006 : liquidation de la compagnie nationale Air Gabon aux prises depuis des années à des difficultés financières.

- 2007 : création de la  compagnie privée Gabon Airlines.

- 2009 : décès d'Omar Bongo le 7 juin.

- 2009 : élection d'Ali Bongo, ministre de la Défense et fils d'Omar Bongo Ondimba (30 août).µ

#### Années 2010
- 2012 : co-organisation de la Coupe d'Afrique des Nations de football 2012

- 2013 : mise en liquidation de la compagnie Gabon Airlines.

- 2016 : réélection d'Ali Bongo Ondimba

- 2017 : organisation de la Coupe d'Afrique des Nations de football 2017

#### Années 2020
- 2023 : Ali Bongo est renversé par un coup d'État militaire.